# Saussurea americana
Saussurea americana es una especie de la familia de las asteráceas. Es originaria del noroeste de Norteamérica desde  Alaska al norte de California y Montana, donde crece en hábitat montañoso, en las praderas y los bosques. 

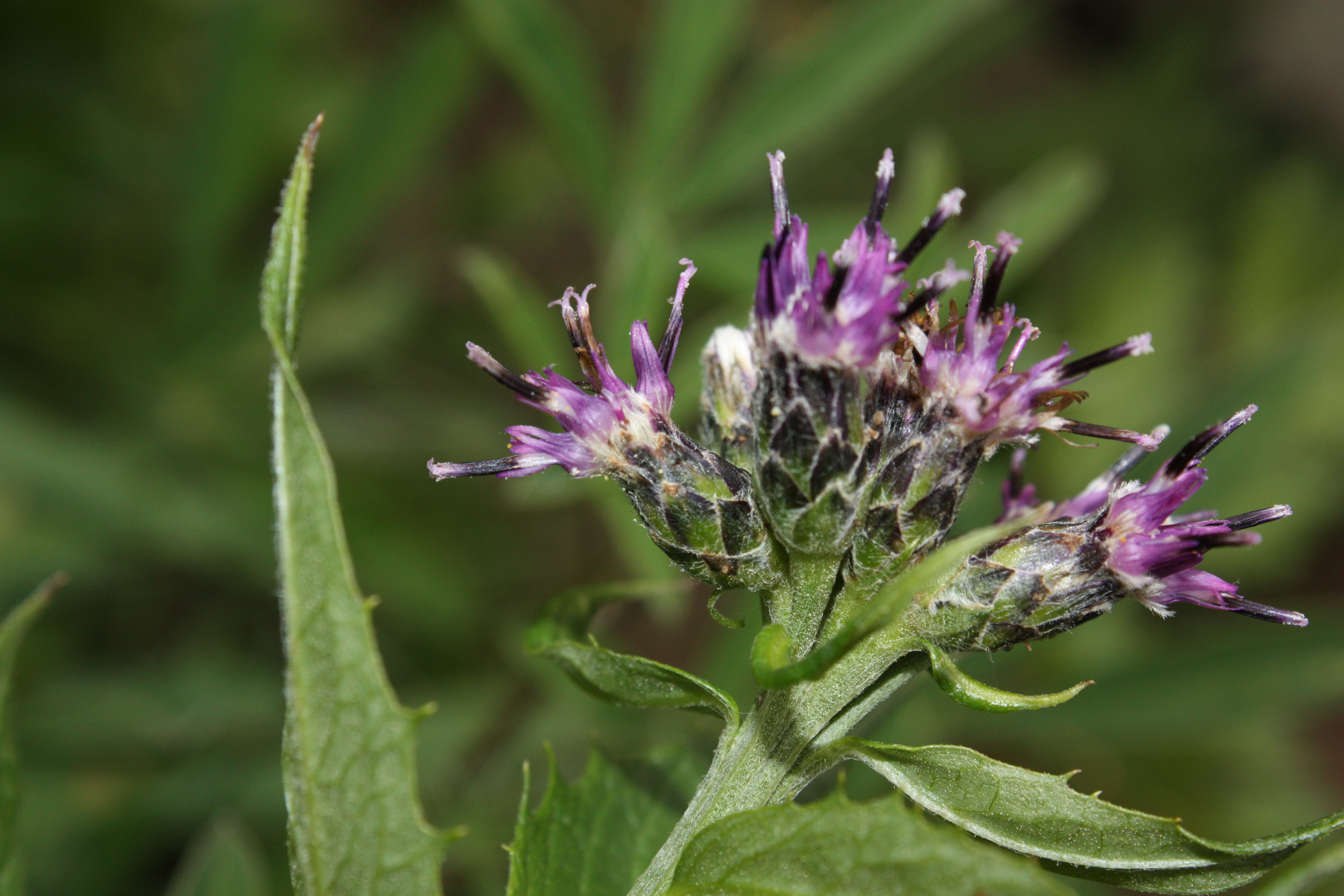
Detalle de la flor

## Descripción
Es una hierba perenne que produce uno o más  tallos erectos glandulares peludos, de hasta un metro de altura o más de una espesa caudex. Las hojas son lanceoladas de hasta 15 centímetros de largo y tienen los bordes dentados, especialmente las hojas bajas más grandes. La inflorescencia es un racimo de varias cabezas de flores, cada cuerpo  cubierto  de brácteas de color verde morado o teñido de púrpura.  El fruto es un aquenio con un vilano, toda la unidad a veces es superior a un centímetro de longitud.

## Taxonomía
Saussurea americana fue descrita por D.C.Eaton y publicado en Botanical Gazette 6(11): 283. 1881.
Etimología
Saussurea: nombre genérico que fue nombrado por De Candolle en honor de Nicolas-Théodore de Saussure (1767-1845).
americana: epíteto geográfico que alude a su localización en América.